# Sciurus variegatoides
Sciurus variegatoides (вивірка строката) — вид ссавців, гризунів родини Вивіркових (Sciuridae). 

## Поширення
Країни поширення: Коста-Рика, Сальвадор, Гватемала, Гондурас, Мексика, Нікарагуа, Панама. Зустрічається від низовин до 1800 м, проте, є деякі записи на 2600 м над рівнем моря у Коста-Риці. Населяє сухі листяні ліси, напівлистопадні ліси, вічнозелені ліси, ліси другого зростання і плантації. В деяких місцях вважається шкідником культур. 

## Підвиди
Налічується 15 підвидів:
S. v. variegatoides (Ogilby, 1839); 
S. v. adolphei (Lesson, 1842); 
S. v. atrirufus (Harris, 1930); 
S. v. bangsi (Dickey, 1928); 
S. v. belti (Nelson, 1899); 
S. v. boothiae (Gray, 1843); 
S. v. dorsalis (Gray, 1849); 
S. v. goldmani (Nelson, 1898); 
S. v. helveolus (Goldman, 1912); 
S. v. loweryi (McPherson, 1972); 
S. v. managuensis (Nelson, 1898); 
S. v. melania (Gray, 1867); 
S. v. rigidus (Peters, 1863); 
S. v. thomasi (Nelson, 1899); 
S. v. underwoodi (Goldman, 1932); 

## Морфологія
S. variegatoides — великий довгохвостий вид з блискучим хутром. Верх сильно варіює в кольорі від чорнуватого до сиво-жовто-сірого. Зверху хвіст чорний з домішком білого. Знизу хвіст середньої частини хвоста від рудувато-коричневого до темно-рудого, оточений чорною смугою. Низ тіла від білого до корицево-бурого. Статевий диморфізм щодо розмірів відсутній. Зубна формула: I 1/1, C 0/0, P 2/1, M 3/3 = 22.

## Поведінка
Вид денний і деревний. Будує гнізда в дуплах дерев або листяні гнізда на гіллі. Споживає м'які фрукти, включаючи манго, гуаву, свинячі сливи. Середнє число малюків у виводку від 4 до 6.

## Загрози та охорона
Нема серйозних загроз. Хоча це і не вважається серйозною загрозою нині, але місце проживання цього виду може опинитися під загрозою в результаті збезлісення. Цей вид зустрічається в ряді природоохоронних територій.